# 李锋 (1973年)
李锋（1973年11月—），男，黎族，海南东方人。中国政治人物，中国共产党党员。现任海南省人民政府党组成员、副省长。他是八届中共海南省委委员，第十四届全国人大代表。